# 陳璘 (正統進士)
陳璘（1412年—？年），字文玉，浙江寧波府奉化縣人，明朝政治人物。

## 生平
正統十三年（1448年）戊辰科進士。

## 家族
曾祖陳國賓，祖陳原裕，父陳孟怡，母李氏。